# Koji Yamase
Koji Yamase (n. 22 septembrie 1981) este un fotbalist japonez.

## Statistici
| Japonia | Japonia | Japonia |
| An      | Meciuri | Goluri  |
| ------- | ------- | ------- |
| 2006    | 1       | 0       |
| 2007    | 1       | 1       |
| 2008    | 10      | 4       |
| 2009    | 0       | 0       |
| 2010    | 1       | 0       |
| Total   | 13      | 5       |